# Канагава, Масахиро
Масахиро Канагава (яп. 金川 真大 Канагава Масахиро), 7 мая 1983 года — 21 февраля 2013 года) — японский убийца, который совершил нападение с ножом на множество человек в городе Цутиура 23 марта 2008 года.

## Биография
23 марта 2008 года Масахиро Канагава, стоявший у местного торгового центра, без какой-либо причины набросился на проходящих мимо людей и начал наносить им ножевые удары. Он ранил как минимум 7 человек, один из которых умер по пути в госпиталь. Ещё до нападения Масахиро находился в розыске, так как совершил убийство пожилого человека. После ареста убийца сказал следователям, что «просто хотел убить кого-нибудь». Некоторые СМИ предположили, что на убийства его толкнула игра Ninja Gaiden Dragon Sword. Сообщалось, что во время суда подсудимый хотел для себя смертной казни. Суд Миты приговорил его к смерти 18 декабря 2009 года, и он был повешен 21 февраля 2013 года вместе с убийцей Каору Кобаяси.